# Leon Kłodecki

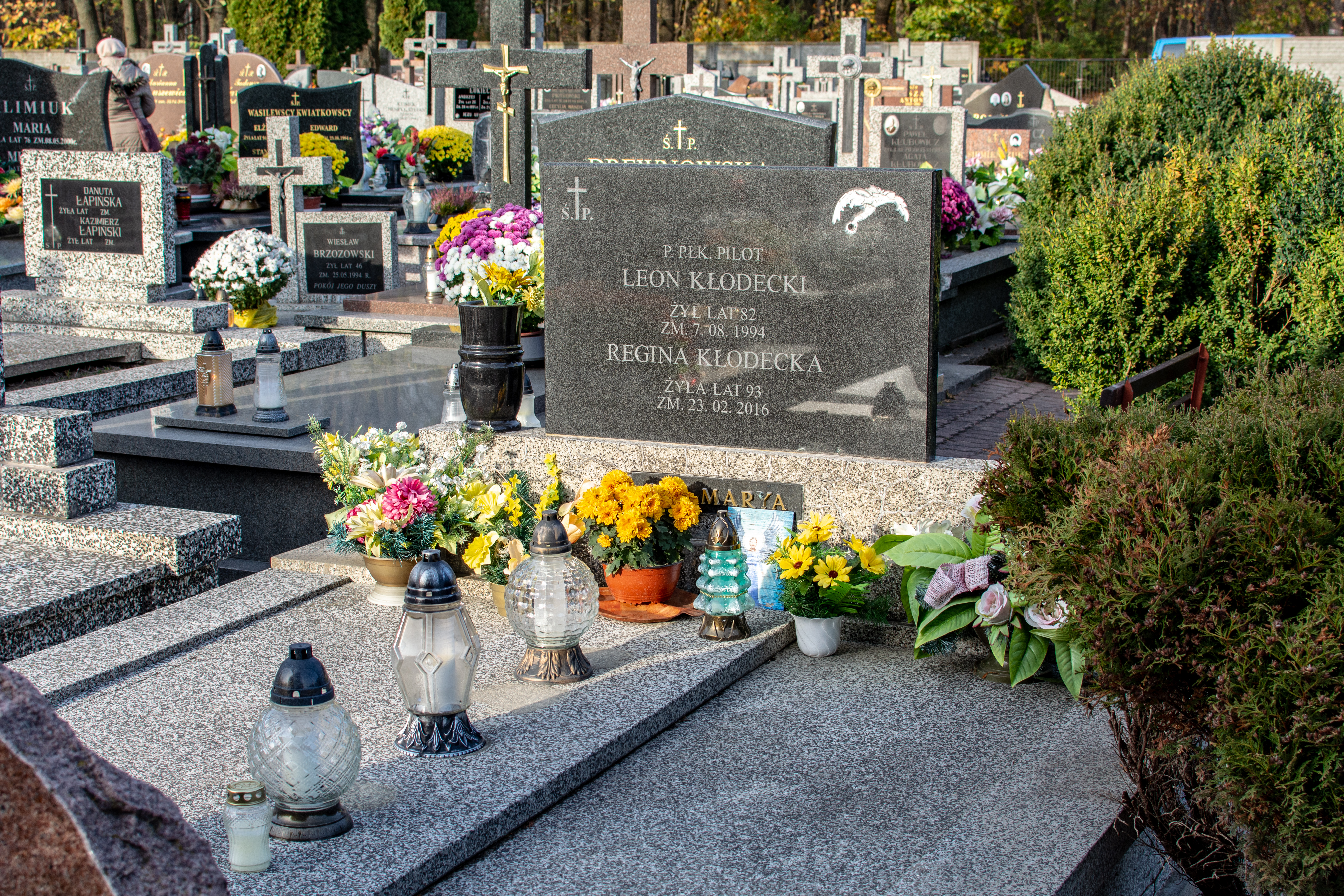
Grób Leona Kłodeckiego na Cmentarzu Miejskim w Białymstoku

Leon Kłodecki (ur. 30 kwietnia 1912, zm. 7 sierpnia 1994) – podpułkownik lotnictwa Wojska Polskiego, aktywista komunistyczny, nauczyciel, działacz społeczny.

## Życiorys
Ukończył Państwowe Gimnazjum w Grajewie gdzie m.in. nauczył się języka Esperanto na kursach prowadzonych przez Jakuba Szapiro. 
Od wczesnych lat sympatyzował z ruchem komunistycznym będąc aktywnym członkiem KPP. W 1931 r. był jednym z założycieli oraz sekretarzem organizacji partii w Grajewie. 23 września tego roku został członkiem Komitetu Dzielnicowego KPP. 
Był pasjonatem lotnictwa, należał do Aeroklubu Wileńskiego gdzie odbywał kursy teoretyczne. W 1934 r. ukończył jednoroczną Szkołę Podchorążych Rezerwy Lotnictwa w Dęblinie. Był obiecującym pilotem wykazującym duże zdolności. Do czasów wojny przechodził coroczne szkolenia rezerwy. W czasie jednych z nich w dniu 4 września 1936 r. przeżył katastrofę podczas lądowania (samolot Potez XXVII został mocno uszkodzony). W 1939 r., po wkroczeniu Armii Czerwonej na tereny północno-wschodniej Polski został wyznaczony przez władze tymczasowe do zorganizowania archiwum państwowego, otrzymał też stanowisko rejonowego inspektora oświaty, był również nieetatowym lektorem KR KP(b)B.

Przez pewien czas był redaktorem gazety „Nowe Życie” wydawanej w Grajewie (od maja 1940 roku przemianowane na Białoruskie „Nowajo Życio”). Brał czynny udział w kampanii do (zorganizowanych w pośpiechu przez okupanta) wyborów do Zgromadzenia Ludowego Zachodniej Białorusi (22.10.1939 r.). Agitował do głosowania na łamach prasy i organizowanych przez nową władzę wiecach [1]: 

Będę stał za władzą sowiecką, za przyłączeniem nas do ZSRR, za życiem pod egidą Genialnego Wodza Narodu Wielkiego Stalina

 (cytat z: L. Kłodecki, Życie poświęcę dla szczęścia narodu, Nowe Życie, nr 5 z 25.10.1939, s. 1).
Działalność ta w późniejszym czasie była uznana przez Władze Polski Podziemnej jako akt kolaboracji z okupantem. Jako wybrany przedstawiciel okręgu grajewskiego, brał udział w obradach pierwszej sesji Zgromadzenia Ludowego (Białystok 28-30.10.1939 r.) podczas której wystąpiono z inicjatywą przyłączeniem terenów do ZSRR jako „Zachodnia Białoruś”.
W czasie okupacji niemieckiej Kłodecki był poszukiwany przez Gestapo. Ukrywał się m.in. w Klukowie gdzie brał udział w tajnym nauczaniu na poziomie szkoły średniej.
Po latach wokół postaci Leona Kłodeckiego wytworzył się mit o jego uczestnictwie w walkach polskich lotników na Wyspach Brytyjskich. Niejasne jest pochodzenie jego stopni oficerskich jako że do czasów wojny nominacji nie otrzymał. Po wojnie związał swoje życie z Białymstokiem.
Przez wiele lat był wiceprezesem Aeroklubu Białostockiego i dyrektorem pedagogicznym w Technikum Mechanicznym (Zespole Szkól Mechanicznych) gdzie m.in. prowadził koło lotnicze (którego członkowie odnosili znaczące sukcesy w szybownictwie) i opiekował się kołem esperantystów [2]. Swoim przykładem zachęcił wielu absolwentów technikum do kontynuowania edukacji na szkole oficerskiej lotnictwa w Dęblinie. Posiadacz licznych odznaczeń cywilnych i wojskowych (Order Odrodzenia Polski, Medal 10-lecia Polski Ludowej i inne). Pochowany w Białymstoku na cmentarzu komunalnym.